# Remedios Ros Frechina
Remedios Ros Frechina (Alboraia, siglo XX) fue una artista valenciana, considerada una vecina ilustre de Alboraya, así como una figura importante del teatro en dicha localidad.
En junio de 2010 recibió el premio Cultura de su municipio natal, a título póstumo.